# María Palomo
María Palomo Pineda (San Sebastián de los Reyes, 2 de junio del 2000) es una jugadora española de balonmano que juega de pivote para el Mecalia Atlético Guardés y la selección española.

## Trayectoria
Formada en los colegios de San Sebastián de los Reyes empezó a jugar con el Balonmano Sanse.Con el equipo madrileño anotó 101 goles en 24 partidos en su última temporada. Se mudó al vecino Balonmano Alcobendas, en el que debutó en División de Honor, con 18 años, antes del desmembramiento de la entidad en el 2020. Con la salida de Cristina Cabeza del equipo madrileño al Liberbank Gijón, la pivote del Alcobendas recaló en el conjunto asturiano en junio del 2020 y, con el equipo gijonés jugó dos temporadas, debutando en competición europea en la temporada 2022/23, anotando 21 goles.
En 2023 se convirtió en el tercer fichaje del Atlético Guardés para la temporada 2023/24 tras Estela Carrera y Cecilia Cacheda. 

### Selección española
Habitual con las selecciones inferiores de la selección española (13 encuentros con la júnior, 43 partidos con la juvenil) fue llamada para los clasificatorios del Campeonato de Europa del 2024 y los Juegos Olímpicos del mismo año, pero no entró entre las elegidas finales. 
En junio del 2024 fue una de las campeonas universitarias mundiales del equipo que dirigía Ismael Martínez.
Debutó con la selección absoluta en la segunda jornada del Torneo Internacional de Manzanares, preparatorio para el clasificatorio del Europeo del 2025.

### Clubes
- -2018: Balonmano Sanse
- 2018-20: Balonmano Alcobendas
- 2020-23: Balonmano La Calzada
- 2023-Actualidad: Atlético Guardés

#### Datos
|          | Liga | Copa | EHF | Total |
| -------- | ---- | ---- | --- | ----- |
| Partidos | 148  | 14   | 8   |       |
| Goles    | 359  | 43   | 27  |       |

## Premios y galardones
- Mejor Joven Promesa DHF: 18/19[11][12]
- Campeonato del Mundo Universitario 2024[13]